# أبو المحيطات

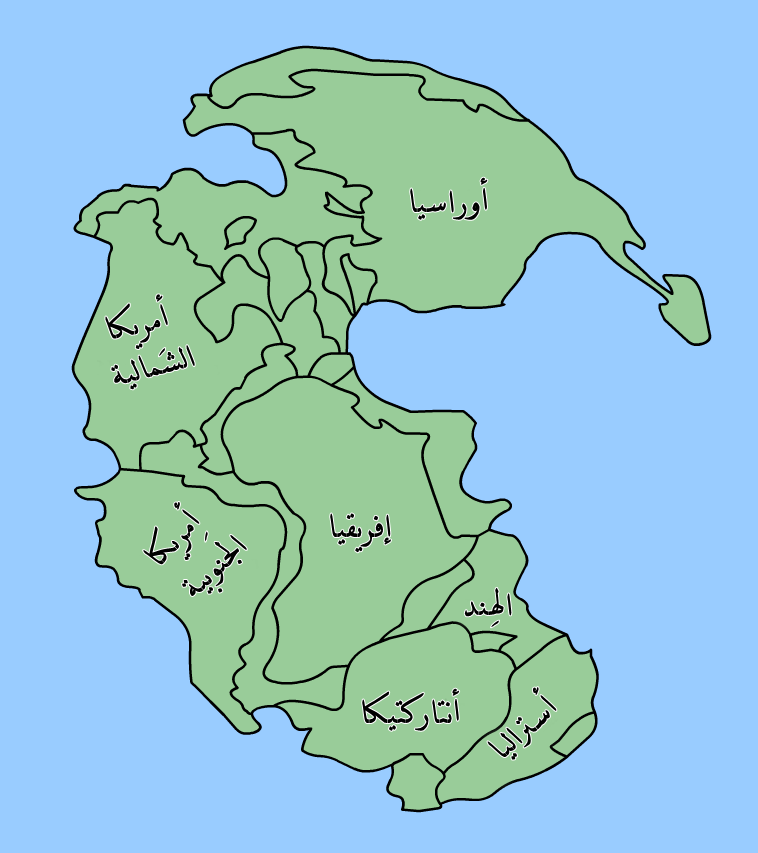
أبو المحيطات هو ذاك المحيط الأزرق المحيط بأم القارات العملاقة

أبو المحيطات (باليوناني πᾶν أي «كل» وθάλασσα أي «محيط»). كان محيط عالمي كبير جدًا يحيط بأم القارات العملاقة خلال أواخر عصر الحقبة الأولية وبدايات عصر الحقبة الوسطى. ضم أبو المحيطات المحيط الهادئ في غربه وشماله ومحيط البانثالاسا في جنوبه الشرقي الذي تحول فيما بعد للمحيط الهادئ عندما تكونت أم القارات مما أنتج المحيطات الأطلسي والمحيط المتجمد الشمالي والهندي. أحيانًا ما يطلق على أبو المحيطات المحيط الهادئ القديم إذ تطور بالفعل المحيط الهادئ منه خلال عصر الحقبة الوسطى.
(تصفح جيولوجيا منطقة الكابيتول ريف).

## إعادة تشكيل الحوض المحيطي
تعرضت معظم الصفائح المحيطية التي شكلت القعر المحيطي في بانتالاسا (أبو المحيطات) إلى الانضواء، ولذلك يمكن استخدام نماذج إعادة التشكيل التقليدية للصفائح التكتونية المعتمدة على الشذوذات المغناطيسية للبقايا العائدة إلى العصر الطباشيري وما بعده. ومع ذلك، تحتوي الحواف السابقة للمحيط على صفائح أرضية مجلوبة النشأة وأقواس بركانية بين بانتالاسية محفوظة من العصر الثلاثي-الجوراسي، بما في ذلك كوليما-أومولون (شمال شرق آسيا)، وأنادير-كورياك (شرق آسيا)، وأوكو-نيكابو (اليابان)، ورانغيليا وستيكينيا (غربي أمريكا الشمالية). علاوةً على ذلك، استعمل التصوير المقطعي الزلزالي لتحديد الألواح المنضوية في طبقة الوشاح، والتي يمكن من خلالها استنتاج موقع المناطق الانضوائية البانتالاسية السابقة. تعرِّف سلسلة من هذه المناطق الانضوائية، التي تحمل اسم تلخينيا، محيطين منفصلين أو نظامين من الصفائح المحيطية ألا وهما محيط بنطس ومحيط ثالاسا. تشمل المحيطات الطرفية أو الصفائح المحيطية المعروفة (باتجاه عقارب الساعة) كلًا من محيط المغول-أوخوتسك (ويشكل الآن خط الالتحام الواقع ما بين منغوليا وبحر أوخوتسك)، ومحيط أويمياكون (الواقع بين الركيزة القارية الآسيوية وكوليما-أومولون)، ومحيط الجبل الانزلاقي (كولومبيا البريطانية)، وميزكاليرا (غرب المكسيك).

### الحافة الشرقية
نشأت الحافة الغربية (بحسب الإحداثيات الحديثة) لقارة لورنشيا خلال تفكك قارة رودينيا في حقبة الطلائع الحديثة. كانت سلسلة جبال الكوردييرا الأمريكية الشمالية عبارة عن حزام جبلي تراكمي نشأ من خلال الإضافة التدريجية للصفائح الأرضية مجلوبة النشأة على طول هذه الحافة بدءًا من أواخر حقبة الحياة القديمة. يكشف النشاط البركاني للأقواس الخلفية خلال العصر الديفوني كيفية نشأة هذه الحافة البانتالاسية الشرقية لتصبح الحافة النشطة التي لا تزال على حالها خلال منتصف حقبة الحياة القديمة. احتوت معظم البقايا القارية، والأقواس البركانية، والأحواض المحيطية التي أضيفت إلى قارة لورنشيا بهذه الطريقة على أنواع حيوانية تيثسية أو آسيوية الارتباط. وبالمقابل، احتوت الصفائح الأرضية المضافة إلى شمال لورنشيا على أوجه شبه مع بلطيقيا، وسيبيريا، وكالدونيا الشمالية. ويرجح أن الصفائح الأرضية الأخيرة تراكمت على طول الحافة البانتالاسية الشرقية من خلال النظام الانضوائي على الطراز الكاريبي-السكوشي.

### الحافة الغربية
تطور حد بانتالاسا-تيثس غير المعروف بصورة كافية لأن جزءًا ضئيلًا من القشرة المحيطية ظل محفوظًا - فقد تعرض كل من قاع إيزاناغي وقاع المحيط الهادئ المترافق للانضواء، وربما انضوى الحيد المحيطي الفاصل في ما بينهما قبل نحو 60-55 مليون سنة. واليوم، يغلب على المنطقة نقطة الارتطام الواقعة ما بين الصفيحة الأسترالية، فضلًا عن شبكة معقدة من الحدود الفاصلة بين الصفائح في جنوب شرق آسيا، بما في ذلك كتلة سوندالاند. توقفت عملية الانبساط على طول حيد الهادئ-فينيكس قبل 83 مليون سنة عند انخفاض أوزبورن في خندق تونغا-كيرماديك.
نشأت الشعاب الحلقية قرب خط الاستواء على الجبال البحرية البانتالاسية الوسطى خلال العصر البرمي. في حين تعرضت بانتالاسا للانضواء على طول حافتها الغربية خلال العصر الثلاثي والجوراسي المبكر، تراكمت تلك الجبال البحرية والشعاب الحلقية المرجانية القديمة ككتل وبقايا كلسية مجلوبة النشأة على طول الحافة الآسيوية. والآن، تشكل أحد تجمعات الشعاب الحلقية المرجانية المهاجرة جسمًا من الحجر الجيري (الكلسي)، يبلغ طوله كيلومترين (1.2 ميلًا) ويتراوح عرضه ما بين 100 إلى 150 مترًا (330-490 قدم)، في وسط جزيرة كيوشو الواقعة جنوب غربي اليابان.
كانت فصائل المثقبات (المنخربات)، وهي رتبة منقرضة من الكائنات الدقيقة وحيدة الخلية، قد تنوعت إلى حد كبير وبلغت حالة من العملقة - على سبيل المثال، وصل جنس إيوبوليديكودينا إلى حجم بلغ 16 سم (6.3 بوصة) - والتعقيد الهيكلي، بما في ذلك العلاقات التكافلية مع الطحالب التي تقوم بعملية التركيب الضوئي، وذلك خلال أواخر العصر الفحمي والعصر البرمي، في ما يعرف بحدث التنوع البيولوجي خلال العصر الفحمي والعصر البرمي المبكر. ومع ذلك، أدى حدث الانقراض الكابتاني قبل نحو 260 مليون سنة إلى إنهاء هذا التطور، ولم يتبقَ سوى الأصناف القزمة خلال الفترة الممتدة من العصر البرمي حتى انقراض المغزليات النهائي أثناء الموت العظيم قبل نحو 252 مليون سنة. كذلك طورت المغزليات البرمية نزعة مناطقية ملحوظة يمكن تقسيمها إلى ستة مجالات. قد تفصل مئات ملايين السنين بين تراكم مجموعات مختلفة من المغزليات، وذلك نظرًا لحجم محيط بانتالاسا الكبير. على افتراض أن معدل التراكم الأدنى يبلغ 3 سنتمترات سنويًا (1.2 بوصة/سنة)، فإن المسافة التي سوف تفصل بين سلاسل الجبال البحرية التي تطورت فيها هذه المجموعات لا تقل عن 3,000 كيلومتر (1,900 ميل). من الواضح أن هذه المجموعات تطورت في بيئات مختلفة كليًا.
أدى الانخفاض الكبير في مستوى سطح البحر خلال أواخر العصر البرمي إلى حدث الانقراض الذي وقع خلال نهاية العصر الكابتاني. يعد سبب الانقراض محل خلاف، ولكن المرشح المرجح هو دخول العالم في فترة من التبريد، والتي حولت كمية كبيرة من مياه البحار إلى جليد قاري.
كانت الجبال البحرية المتراكمة في شرقي قارة أستراليا، والتي تشكل جزءًا من حركة نيو إنجلاند البانية للجبال، قد كشفت عن تاريخ النقاط الساخنة لمحيط بانتالاسا. تلاقت غندوانا وبانتالاسا على طول الحافة الشرقية لأستراليا على طول نظام الانضواء المائل نحو الغرب خلال الفترة الممتدة بدءًا من أواخر العصر الديفوني وصولًا إلى العصر الفحمي. أدى ذلك إلى تشكل قوس صهاري (من الغرب إلى الشرق)، وحوض قوسي أمامي، وصدع تراكمي. توقفت عملية التراكم على طول هذه الحافة في أواخر العصر الفحمي لتنزاح نحو الشرق. هيمنت حركة نيو إنجلاند البانية للجبال على البيئة التمددية المرتبطة بالانتقال من الانضواء إلى الحركة الانزلاقية خلال الفترة الممتدة من أواخر العصر الكربوني وصولًا إلى مطلع العصر البرمي. عاودت الحركة الانضوائية نشاطها خلال العصر البرمي، وأنتجت صخورًا غرانيتية من باثوليت نيو إنجلاند من خلال أحد الأقواس البركانية، وهو ما يشير إلى وجود حافة صفيحية نشطة على طول معظم الحزام الجبلي. ظلت بقايا من الحافة المتقاربة العائدة إلى الفترة الممتدة من العصر البرمي إلى العصر الطباشيري (الكريتاسي)، محفوظةً كأجزاء في زيلانديا (نيوزيلندا، ونيو كاليدونيا، ومرتفع اللورد هووي المتطاول) لتنفصل عن قارة أستراليا خلال الانفصال الذي حصل خلال الفترة الممتدة بدءًا من أواخر العصر الطباشيري (الكريتاسي) وصولًا إلى العصر الثلاثي المبكر، ووهو ما أدى إلى فتح بحر تسمان.
كانت صفيحة الوصل العائدة إلى العصر الطباشيري (الكريتاسي)، والتي تقع شمال أستراليا، قد فصلت بحر تيثس الشرقي عن أبو المحيطات (بانتالاسا).

## علم المحيطات القديمة
كان محيط بانتالاسا يعادل في حجمه حجم نصف الكرة الأرضية، وهو أكبر بكثير من المحيط الهادئ الحديث. ومن المتوقع أن يؤدي ذلك الحجم الكبير إلى خلق تيارات محيطية ذات أنماط دورانية بسيطة نسبيًا، مثل وجود دوامة واحدة في كل نصف كرة، ومحيط راكد ومتراصف إجمالًا.
ومع ذلك، تشير دراسات النمذجة إلى وجود تدرج في درجات حرارة سطح البحر من الشرق إلى الغرب، إذ كانت المياه الأكثر برودةً تجلب إلى السطح من خلال التيارات الصاعدة في الشرق، في حين كانت المياه الأكثر دفئًا تمتد نحو الغرب وصولًا إلى محيط تيثس.